# Xiang Yanmei
Xiang Yanmei (en xinès: 向艳梅; nascuda el 13 de juny de 1992 a Baojing, Hunan) és una aixecadora de peses de la República Popular Xina.
En 2015 va ser nominada per la Televisió Central de la Xina com la millor atleta de l'any.
El 2016 va obtenir una medalla d'or als Jocs Olímpics de Rio de Janeiro en l'esdeveniment d'halterofília en la categoria menys de 69 kg femení, després d'aixecar 116 kg en l'arrencada i 145 kg en l'envión.

## Palmarès
| Jocs Olímpics                               | Jocs Olímpics                | Jocs Olímpics | Jocs Olímpics |
| Any                                         | Lloc                         | Medalla       | Categoria     |
| ------------------------------------------- | ---------------------------- | ------------- | ------------- |
| 2016                                        | Rio de Janeiro ( Brasil)     | 1             | -69 kg femení |
| Campionat Mundial d'Halterofília            |                              |               |               |
| Any                                         | Lloc                         | Medalla       | Categoria     |
| 2011                                        | París ( França)              | 2             | -69 kg femení |
| 2013                                        | Breslau ( Polònia)           | 1             | -69 kg femení |
| 2015                                        | Houston ( Estats Units)      | 1             | -69 kg femení |
| Jocs Asiàtics                               |                              |               |               |
| Any                                         | Lloc                         | Medalla       | Categoria     |
| 2014                                        | Incheon ( Corea del Sud)     | 1             | -69 kg femení |
| Campionats Asiàtics d'Halterofília          |                              |               |               |
| Any                                         | Lloc                         | Medalla       | Categoria     |
| 2011                                        | Tongling ( R.P. de la Xina)  | 1             | -75 kg femení |
| Campionats Asiàtics d'Halterofília Junior   |                              |               |               |
| Any                                         | Lloc                         | Medalla       | Categoria     |
| 2009                                        | Dubai ( Emirats Àrabs Units) | 1             | -75 kg femení |
| Jocs Nacionals de la República Popular Xina |                              |               |               |
| Any                                         | Lloc                         | Medalla       | Categoria     |
| 2009                                        | Shandong ( R.P. de la Xina)  | 2             | -75 kg femení |
| 2009                                        | Liaoning ( R.P. de la Xina)  | 2             | -69 kg femení |